# آل الجيوسي
آل الجيوسي أو الجيايسة هي عائلة فلسطينية بارزة في التجارة والسياسية، عمل أفرادها كحكام وأمراء محليين وقادة في الجيوش وجباة ضرائب منذ القرن الحادي عشر. واعتبروا الزعماء التقليديين لناحية بني صعب، والتي ضمت قرى الكراسي؛ كور وكفر صور وجيوس قرية سميت على اسم عائلة مؤسس الأسرة الوزير الفاطمي ووالي دمشق (بدر الدين الجمالي) الذي عرف بلقبه العسكري أمير الجيوش حيث أُطلق اسم الجيوشي على ممتلكاته وأراضيه وجميع ورثته في مصر وفلسطين. ومن القرى الفلسطينية الأخرى التي كانت تعتبر معقلاً لآل الجيوسي: مسكة، و قلقيلية، والطيبة، وجينصافوط، وكفر زيباد، وكفر جمال.

## تاريخها
كانت عائلة الجيوسي بمثابة حكام محليين لناحية بني صعب بدءاً من القرن الحادي عشر خلال الدولة الفاطمية وحكم المماليك البرجية في القرن الخامس عشر في فلسطين. وعندما وقعت المنطقة تحت الحكم العثماني، استمرت العائلة في الحكم وكلفتها السلطات العثمانية بحماية الجزء من طريق القاهرة-دمشق السريع الذي يمتد بين مجدل يابا وقاقون. وكدليل على النفوذ المستمر لآل الجيوسي، كانت ناحية بني صعب الوحيدة في جبل نابلس من العصر المملوكي التي لم يُعاد تسميتها.
تمكنت عائلة طوقان في نابلس بقيادة مصطفى بك، من الحصول على منصب زعيم بني صعب في 1766، مما أدى إلى تهميش عائلة الجيوسي مؤقتاً. مَثَل هذا الاستيلاء على السلطة المرة الأولى التي تكتسب فيها عائلة حضرية بارزة سيطرة مباشرة على منطقة ريفية، وقد وضعت هذه الخطوة عشيرة طوقان في صراع مع حلفاء الجيوسي، وعشيرة جرار في صانور وحاكم الجليل المستقل ظاهر العمر. وقد طرد الأخير آل طوقان من بني صعب في 1771.
وبحسب المؤرخ الفلسطيني مصطفى الدباغ في كتابه «بلادنا فلسطين»، شاركت عشيرة الجيوسي في ثورة الفلاحين مع معظم عشائر فلسطين البارزة ضد إبراهيم باشا والي الشام عندما فرض ضرائب جديدة وأوامر التجنيد الإلزامي على السكان المحليين.

## قرى الكراسي
بنت عشيرة الجيوسي قرية كور وسكنت فيها منذ القرن الحادي عشر الميلادي في عهد الدولة الفاطمية على يد مؤسس العشيرة بدر الدين الجمالي وابنه الأفضل شاهنشاه المولود في عكا. وفي التاريخ الحديث، بعد إنشاء دولة إسرائيل في 1948، أُجبر ثلث السكان على ترك منازلهم على يد الجيش الإسرائيلي في أعقاب حرب 1967. يعد أفراد العشيرة الذين تمكنوا من البقاء، هم اليوم السكان الوحيدون في قرية كور (التي تقع في وسط مثلث قضاء نابلس وطولكرم وقلقيلية، والتي كانت المركز الإداري السابق لقضاء بني صعب). ولا يزال في القرية اليوم 29 مبنى تاريخياً قائماً.

## أعضاء بارزون
- الشيخ حرب الجيوسي من مشايخ آل الجيوسي الاوائل وما زال ضريحه في كور وينسب إليه عائلة حرب في مسكة.[9]

- أبو عودة الجيوسي: سيد وزعيم فلسطيني قاد حركة المقاومة الناجحة في فلسطين ضد نابليون بونابرت أثناء الحملة الفرنسية على مصر وسوريا في مناطق نابلس وطولكرم وشمال شرق يافا.[5]
- رشيد الجيوسي: محامٍ ومثقف، نفته قوات الاحتلال البريطانية أثناء الانتداب على فلسطين بسبب آرائه حول الإمبراطورية البريطانية.[10]
- هاشم الجيوسي: شغل المناصب التالية في الأردن: وزير التجارة والصناعة، وزير الزراعة، وزير النقل، وزير البناء والتشييد، وزير الداخلية، وعضو مجلس الأعيان الأردني.[11]
- سلمى الخضراء الجيوسي: شاعرة ومترجمة وباحثة مختارات ومحللة ومدرسّة للأدب العربي.[12]
- عودة الجيوسي: أكاديمي وحالياً المدير الإقليمي للاتحاد الدولي لحفظ الطبيعة.[13]
- وسام الجيوسي: فاعل خير فلسطيني قاد دراجته النارية عبر الشرق الأوسط وآسيا وأوروبا لجمع الأموال للأطفال المعاقين في غزة.[14]